# Ludwig Hohlwein

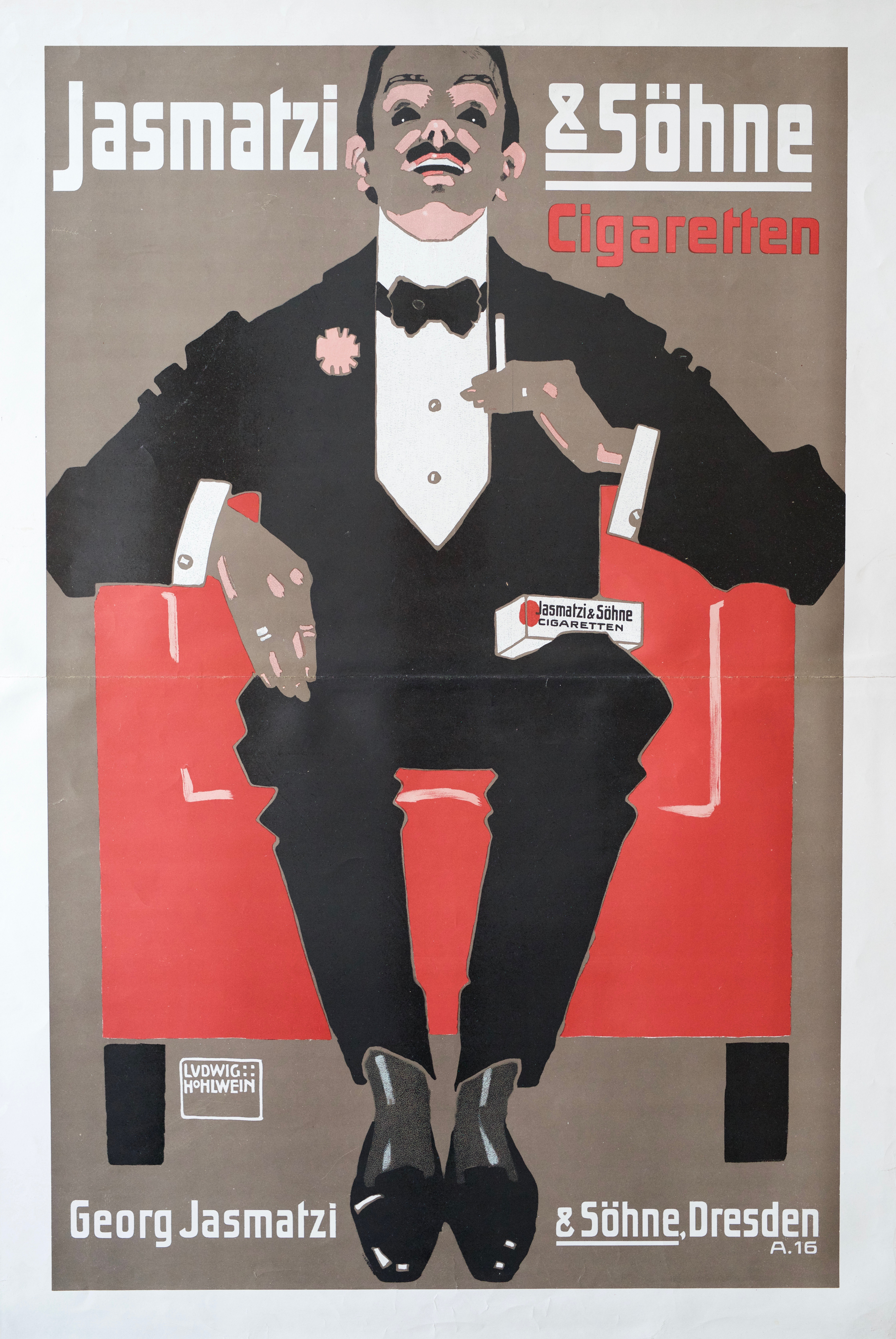
Advertentie voor de Jasmatzi sigarettenfabriek (1908)

Ludwig Hohlwein (Wiesbaden, 27 juli 1874 – Berchtesgaden, 15 september 1949) was een afficheontwerper, grafisch ontwerper, architect en schilder. Hij behoorde naast Lucian Bernhard, Hans Rudi Erdt en Julius Klinger tot de meest prominente vertegenwoordigers van de reclame-kunst. 
Tijdens zijn studie architectuur aan de Technische Universiteit in München, maakte Hohlwein ook illustraties voor de krant van de Academische Architecten. Na zijn studie in München en Dresden en studiereizen naar Londen en Parijs vestigde hij zich in München als architect en heeft daar de interieurs van particuliere woningen ontworpen en ook opdrachten voor het interieur van Continental en oceaanschepen aangenomen. In 1901 trouwde hij met Leoni Dorr. Zij hadden twee kinderen. Vanaf 1904 heeft Hohlwein regelmatig prenten, aquarellen en schilderijen getoond op exposities in München.
Dieren, de jacht, kunst en het landschap domineren op de posters van Hohlwein. Daarom nam hij deel in 1905 met dierenfoto's aan de Große Berliner Kunstausstellung. Later ontwierp hij affiches voor jacht- tentoonstellingen. In 1924 had hij reeds 3000 werken geproduceerd.
In het centraal station van München wordt men verwelkomd door een enkele meters hoge afbeelding van een Franciscaner monnik in zijn bruine habijt en dat is nog steeds het belangrijkste reclame-medium voor de Franziskaner-Brauerei.
Zijn lijst van klanten leest als het ABC van de Duitse economie. Hij produceerde onder meer affiches voor Audi, Bahlsen, BMW, Daimler Benz, Erdal, Ernemann, Görtz Schoenen, Kaffee Hag, Kulmbach, Leitz, Lufthansa, Marklin, MAN, Henkel (Persil), Pfaff, Reemtsma, Sulima en Zeiss (Jena). Zeer bekend is zijn affiche voor de Wereldtentoonstelling van 1910 in Brussel.
In 1931 weigerde hij het aanbod om te emigreren naar de Verenigde Staten. Hohlwein trad in 1933 toe tot de nazi-partij. In 1937 werd in Duitsland naar een van zijn posters een postzegel over het onderwerp luchtaanval gedrukt. In 1942  ontwierp hij een postzegel voor de hippische wedstrijd Blue Ribbon. Tijdens de denazificatie kreeg hij een beroepsverbod tot februari 1946. Daarna was hij tot zijn dood werkzaam als commercieel kunstenaar in een kleine studio in Berchtesgaden.